# 1950 FIFAワールドカップ
1950 FIFAワールドカップ（英: 1950 FIFA World Cup）は、1950年6月24日から7月16日にかけて、ブラジルで開催された第4回目のFIFAワールドカップである。この大会は唯一、決勝ラウンドもリーグ戦で開催された。第4回大会以後、FIFAがジュール・リメの会長就任25周年を讃えて、優勝杯がジュール・リメ杯と公式に呼ばれることになった。

## 出場国
出場選手は1950 FIFAワールドカップ参加チームを参照。
| 大陸連盟 | 出場 枠数 | 予選               | 組 予選順位 | 組 予選順位 | 出場国・地域   | 出場回数       |
| -------- | --------- | ------------------ | ----------- | ----------- | -------------- | -------------- |
| CONMEBOL | 1+4       | 開催国             | 開催国      | 開催国      | ブラジル       | 4大会連続4回目 |
| CONMEBOL | 1+4       | 南米予選           | 7組         | 7組         | チリ           | 3大会ぶり2回目 |
| CONMEBOL | 1+4       | 南米予選           | 7組         | 7組         | ボリビア       | 3大会ぶり2回目 |
| CONMEBOL | 1+4       | 南米予選           | 8組         | 8組         | ウルグアイ     | 3大会ぶり2回目 |
| CONMEBOL | 1+4       | 南米予選           | 8組         | 8組         | パラグアイ     | 3大会ぶり2回目 |
| UEFA     | 1+7       | 前回優勝国         | 前回優勝国  | 前回優勝国  | イタリア       | 3大会連続3回目 |
| UEFA     | 1+7       | 欧州予選           | 1組         | 1位         | イングランド   | 初出場         |
| UEFA     | 1+7       | 欧州予選           | 1組         | 2位         | スコットランド | 出場辞退       |
| UEFA     | 1+7       | 欧州予選           | 2組         | 1位         | トルコ         | 出場辞退       |
| UEFA     | 1+7       | 欧州予選           | 3組         | 1位         | ユーゴスラビア | 3大会ぶり2回目 |
| UEFA     | 1+7       | 欧州予選           | 4組         | 1位         | スイス         | 3大会連続3回目 |
| UEFA     | 1+7       | 欧州予選           | 5組         | 1位         | スウェーデン   | 3大会連続3回目 |
| UEFA     | 1+7       | 欧州予選           | 6組         | 1位         | スペイン       | 2大会ぶり2回目 |
| CONCACAF | 2         | 北中米カリブ海予選 | 9組         | 1位         | メキシコ       | 3大会ぶり2回目 |
| CONCACAF | 2         | 北中米カリブ海予選 | 9組         | 2位         | アメリカ合衆国 | 2大会ぶり3回目 |
| AFC      | 1         | アジア予選         | 10組        | 1位         | インド         | 出場辞退       |

## 本大会

### 概要
第二次世界大戦により、ワールドカップは1938年から中断されており、またヨーロッパの大部分が未だに復興途上であった。このため、唯一の立候補であり、欧州と違い戦争被害がなく、また未開催となった1942年大会の開催地としてドイツと並び立候補した実績のあったブラジルが大会の開催権を得た。
当初は16か国の参加を想定、開催国のブラジルと、前回大会優勝のイタリア以外は、欧州から7、アメリカ州（北中米および南米）から6、アジアから1が選出される予定だったが、辞退国が多発したため、グループ配分が崩れ、グループDのように2カ国で争ったところから、グループAやBのように4カ国が争ったところまで様々であった。
インドは、インドネシア、フィリピン、ビルマ各国の参加拒否により、自動的に予選なしでアジア枠からの参加が決定していたものの、裸足での試合参加をFIFAに拒否されたという理由で、大会直前に参加を辞退したため、結果的にアジアからの本大会参加国はなかった。その後、1952年ヘルシンキオリンピックの後、サッカー競技規則第4条競技者の用具の項でシューズ着用義務が明確に規定されるようになった。このように長年にわたって、FIFAに裸足でのプレーを拒まれたため、インドが今大会を棄権したものと考えられてきたが、2011年のロサンゼルス・タイムズ紙によると、「一番の大きな理由は、当時のインドにとっては、オリンピックのみが重要で、FIFAワールドカップの重要性を認識していなかった財政難のインドサッカー連盟(AIFF)がオリンピックに集中したかった為」とある（もう一つの棄権理由だったブラジルへの旅費も、実際はワールドカップ組織委員会が大部分を負担すると約束していたことが分かっている）。
南米各国も、ブラジルサッカー協会との間に問題を抱えていたアルゼンチンサッカー協会が同国代表の参加を拒否、他にもエクアドルとペルーが参加を拒否したため、ウルグアイ、チリ、パラグアイ、ボリビアの4か国が予選なしで自動的に参加決定となった。
また、戦前に開催された大会で好成績を収めた国の中には、1934年大会の準優勝国チェコスロバキアや、1938年大会の準優勝国ハンガリーなど、戦後になりソビエト連邦の影響で共産主義政権下（いわゆる「鉄のカーテン）に入った東ヨーロッパ各国もあったが、これらの国はソ連代表と歩調を合わせ予選参加を拒否した。
連合王国を構成するイギリスの各サッカー協会が、大会の4年前に17年間の孤立からFIFAに復帰し、特例として1949年から1950年にかけて行われたブリティッシュ・ホーム・チャンピオンシップの1位と2位のチームが参加することとなった。1位がイングランド、2位がスコットランドであったが、スコットランドサッカー協会は優勝チームとしてでなければ参加を辞退すると事前に表明、結果2位だったため協会会長が不参加を決定し、当時のスコットランド代表キャプテンが協会会長に翻意するよう訴えたが認められず辞退となった。トルコも参加を辞退した。インドと合わせたこの3カ国の辞退に対し、FIFAは欧州予選で出場国に次ぐ成績を上げていたフランス・ポルトガル・アイルランドに対して補充参加を要請したが、ポルトガル、アイルランドは辞退、フランスは一旦参加を表明し、グループDで試合をすることまで決まっていたものの結果撤退した。フランスは「4日間に3500kmも離れた都市を転戦しなければならない」ことを理由に、参加を辞退した。広大なブラジル国内では飛行機移動が一般的なことを知らなかったからという。ただ、本当の理由は当時はフランス経済が困難な状況で、さらに大会直前の練習試合で連敗したためといわれている。
大会は13カ国、しかも1次リーグの参加国数が2-4で不揃いのまま行われることになった。ディフェンディングチャンピオンのイタリアは、参加はしたものの、前年に発生したスペルガの悲劇の影響で、ブラジルまでの渡航に航空機ではなく船舶を使用した。
また、第二次世界大戦での敗北後、連合国軍による占領下にあったドイツと日本は大戦中の1945年に両国サッカー協会が会費未払いなどの理由で除名され、同大会の予選開始までに復帰できず、事実上参加を拒否された。当時フランス占領下にあったザール保護領（現在のドイツ・ザールラント州）では、1948年にザールラントサッカー協会が結成、代表チームも組織されてはいたが、同協会のFIFA加盟が許可されたのはワールドカップ本大会開催の2週間前だったためこちらも間に合わなかった。

1950年ワールドカップの前に、マラカナン・スタジアムのオープニングゲーム。

本大会の前には各協会の主力チームをそろえたイギリス代表がヨーロッパ代表を親善試合で6対1で破っており、イングランドは全13か国中唯一の初出場ながら優勝候補の1つに数えられた。しかし、大会では1次リーグの2戦目でアメリカ合衆国に1対0で敗れると、続くスペイン戦にも1対0で敗れ、グループリーグで姿を消した。アメリカへの敗北は当時のイギリスでは考えられないことであり、新聞に結果が記載されると、印刷ミスであるとして新聞社に抗議の電話が殺到した。「FIFAワールドカップ史上最大の番狂わせ（世紀のアップセット）」と呼ばれている（アメリカ VS イングランド (1950 FIFAワールドカップ)）。
決勝は、ノックアウト方式ではなく、再び総当たりのリーグ戦で行われた。これはスタジアム建設に多額の投資を行ったブラジルサッカー協会側からの試合数増加を狙った提案に基づくもので、当初FIFAは難色を示したものの、ブラジルサッカー協会がこの提案が拒否された場合大会の開催自体を拒否するという脅しとも取れる意思表示をしたため、他に代替開催国のあてもなく、戦後初となるワールドカップを是非とも復活させたかったFIFA側が折れた形となった。1次リーグ各組で1位だったブラジル、スペイン、スウェーデン、ウルグアイの4チームが参加した。決勝リーグの最終節では2連勝のブラジルとウルグアイが対戦し、勝利したウルグアイが第1回以来、イタリアと並ぶ2度目の優勝を果たした。一方この最終戦で引き分け以上で優勝が決まっていたブラジルは逆転負けで優勝を逃し、敗戦の瞬間には試合会場のマラカナンスタジアム内でショック死と自殺で命を落とす人が続出し、後に「マラカナンの悲劇」と呼ばれた。ブラジル代表はその後、この敗戦のショックを払拭するため、それまでの白いユニフォームをカナリア色（黄色）に変えることとなった。
なお、結果的には最終節の試合が事実上の決勝戦になったとはいえ、現在に至るまで、トーナメント形式で決勝戦が行われなかった唯一の大会となっている。

### 会場一覧
| リオデジャネイロ                                                           | サンパウロ                                                               | ベロオリゾンテ                                                    |
| -------------------------------------------------------------------------- | ------------------------------------------------------------------------ | ----------------------------------------------------------------- |
| エスタジオ・ド・マラカナン                                                 | エスタジオ・ド・パカエンブー                                             | エスタジオ・セテ・デ・セテンブロ                                  |
| 南緯22度54分43.8秒 西経43度13分48.59秒 / 南緯22.912167度 西経43.2301639度  | 南緯23度32分55.1秒 西経46度39分54.4秒 / 南緯23.548639度 西経46.665111度  | 南緯19度54分30秒 西経43度55分4秒 / 南緯19.90833度 西経43.91778度  |
| 収容人数: 200,000                                                          | 収容人数: 60,000                                                         | 収容人数: 30,000                                                  |
|                                                                            |                                                                          |                                                                   |
| リオデジャネイロサンパウロベロオリゾンテ クリチバ · ポルトアレグレレシフェ |                                                                          |                                                                   |
| ポルトアレグレ                                                             | レシフェ                                                                 | クリチバ                                                          |
| エスタジオ・ドス・エウカリプトス                                           | エスタジオ・イリャ・ド・レチロ                                           | エスタジオ・ドゥリヴァウ・デ・ブリット                            |
| 南緯30度3分42秒 西経51度13分38秒 / 南緯30.06167度 西経51.22722度           | 南緯8度3分46.63秒 西経34度54分10.73秒 / 南緯8.0629528度 西経34.9029806度 | 南緯25度26分22秒 西経49度15分21秒 / 南緯25.43944度 西経49.25583度 |
| 収容人数: 20,000                                                           | 収容人数: 20,000                                                         | 収容人数: 10,000                                                  |
|                                                                            |                                                                          |                                                                   |

## 結果

### グループリーグ
※試合開始日時はすべて現地時間（UTC-3）。

#### グループ 1
| 順 | チーム         | 試 | 勝 | 分 | 敗 | 得 | 失 | 差 | 点 |
| -- | -------------- | -- | -- | -- | -- | -- | -- | -- | -- |
| 1  | ブラジル       | 3  | 2  | 1  | 0  | 8  | 2  | +6 | 5  |
| 2  | ユーゴスラビア | 3  | 2  | 0  | 1  | 7  | 3  | +4 | 4  |
| 3  | スイス         | 3  | 1  | 1  | 1  | 4  | 6  | −2 | 3  |
| 4  | メキシコ       | 3  | 0  | 0  | 3  | 2  | 10 | −8 | 0  |

| 1950年6月24日 15:00 |

| ブラジル                                                    | 4 - 0    | メキシコ |
| アデミール 30分, 79分 · ジャイール 65分 · バウタザール 71分 | レポート |          |

| エスタジオ・ド・マラカナン（リオデジャネイロ） 観客数: 81,649人 主審: ジョージ・リーダー |

| 1950年6月25日 15:00 |

| ユーゴスラビア                                              | 3 - 0    | スイス |
| ミティッチ 59分 · トマシェヴィッチ 70分 · オグニャノヴ 84分 | レポート |        |

| エスタジオ・セテ・デ・セテンブロ（ベロオリゾンテ） 観客数: 7,336人 主審: ジョヴァンニ・ガレアティ |

| 1950年6月28日 15:00 |

| ブラジル                           | 2 - 2    | スイス                |
| アウフレド 3分 · バウタザール 32分 | レポート | ファットン 17分, 88分 |

| エスタジオ・ド・パカエンブー（サンパウロ） 観客数: 42,032人 主審: ラモン・アソン・ロマ |

| 1950年6月28日 15:00 |

| メキシコ             | 1 - 4    | ユーゴスラビア                                                    |
| オルティス 89分 (PK) | レポート | ボベク 20分 · Ž.チャイコヴスキ 23分, 51分 · トマシェヴィッチ 81分 |

| エスタジオ・ドス・エウカリプトス（ポルトアレグレ） 観客数: 11,078人 主審: レジナルド・リーフ |

| 1950年7月1日 15:00 |

| ブラジル                         | 2 - 0    | ユーゴスラビア |
| アデミール 4分 · ジジーニョ 69分 | レポート |                |

| エスタジオ・ド・マラカナン（リオデジャネイロ） 観客数: 142,429人 主審: ベンジャミン・グリフィス |

| 1950年7月2日 15:40 |

| メキシコ      | 1 - 2    | スイス                      |
| カサリン 89分 | レポート | バデ 10分 · アンテネン 44分 |

| エスタジオ・ドス・エウカリプトス（ポルトアレグレ） 観客数: 3,580人 主審: イヴァン・エクリンド |

#### グループ 2
| 順 | チーム         | 試 | 勝 | 分 | 敗 | 得 | 失 | 差 | 点 |
| -- | -------------- | -- | -- | -- | -- | -- | -- | -- | -- |
| 1  | スペイン       | 3  | 3  | 0  | 0  | 6  | 1  | +5 | 6  |
| 2  | イングランド   | 3  | 1  | 0  | 2  | 2  | 2  | 0  | 2  |
| 3  | チリ           | 3  | 1  | 0  | 2  | 5  | 6  | −1 | 2  |
| 4  | アメリカ合衆国 | 3  | 1  | 0  | 2  | 4  | 8  | −4 | 2  |

| 1950年6月25日 15:00 |

| イングランド                      | 2 - 0    | チリ |
| モーテンセン 39分 · マニオン 51分 | レポート |      |

| エスタジオ・ド・マラカナン（リオデジャネイロ） 観客数: 29,703人 主審: カレル・ファン・デル・メール |

| 1950年6月25日 15:00 |

| スペイン                              | 3 - 1    | アメリカ合衆国 |
| イゴア 81分 · バソラ 83分 · サラ 89分 | レポート | パリアニ 17分  |

| エスタジオ・ドゥリヴァウ・デ・ブリット（クリチバ） 観客数: 9,511人 主審: マリオ・ヴィアナ |

| 1950年6月29日 15:00 |

| スペイン                | 2 - 0    | チリ |
| バソラ 17分 · サラ 30分 | レポート |      |

| エスタジオ・ド・マラカナン（リオデジャネイロ） 観客数: 19,790人 主審: アルベルト・マルシェル |

| 1950年6月29日 15:00 |

| アメリカ合衆国    | 1 - 0    | イングランド |
| ガーテェンス 38分 | レポート |              |

| エスタジオ・セテ・デ・セテンブロ（ベロオリゾンテ） 観客数: 10,151人 主審: ジェネロソ・ダッティーロ |

| 1950年7月2日 15:00 |

| スペイン  | 1 - 0    | イングランド |
| サラ 48分 | レポート |              |

| エスタジオ・ド・マラカナン（リオデジャネイロ） 観客数: 74,462人 主審: ジョヴァンニ・ガレアティ |

| 1950年7月2日 15:00 |

| チリ                                                              | 5 - 2    | アメリカ合衆国                 |
| ロブレド 16分 · クレマシ 32分, 60分 · プリエト 54分 · リエラ 82分 | レポート | ウォレス 47分 · マカ 48分 (PK) |

| エスタジオ・イリャ・ド・レチロ（レシフェ） 観客数: 8,501人 主審: マリオ・ガルデッリ |

#### グループ 3
| 順 | チーム       | 試 | 勝 | 分 | 敗 | 得 | 失 | 差 | 点 |
| -- | ------------ | -- | -- | -- | -- | -- | -- | -- | -- |
| 1  | スウェーデン | 2  | 1  | 1  | 0  | 5  | 4  | +1 | 3  |
| 2  | イタリア     | 2  | 1  | 0  | 1  | 4  | 3  | +1 | 2  |
| 3  | パラグアイ   | 2  | 0  | 1  | 1  | 2  | 4  | −2 | 1  |

- インドは出場辞退

| 1950年6月25日 15:00 |

| スウェーデン                              | 3 - 2    | イタリア                               |
| イェプソン 25分, 69分 · アンデション 34分 | レポート | カラペッレーゼ 7分 · ムッチネッリ 78分 |

| エスタジオ・ド・パカエンブー（サンパウロ） 観客数: 36,502人 主審: ジャン・ルッツ |

| 1950年6月29日 15:30 |

| スウェーデン                          | 2 - 2    | パラグアイ                          |
| スンドクヴィスト 17分 · パルメル 26分 | レポート | ロペス・フレテス 35分 · ロペス 74分 |

| エスタジオ・ドゥリヴァウ・デ・ブリット（クリチバ） 観客数: 7,903人 主審: ロバート・ミッチェル |

| 1950年7月2日 15:00 |

| イタリア                                    | 2 - 0    | パラグアイ |
| カラペッレーゼ 12分 · パンドルフィーニ 63分 | レポート |            |

| エスタジオ・ド・パカエンブー（サンパウロ） 観客数: 25,811人 主審: アーサー・エリス |

#### グループ 4
| 順 | チーム     | 試 | 勝 | 分 | 敗 | 得 | 失 | 差 | 点 |
| -- | ---------- | -- | -- | -- | -- | -- | -- | -- | -- |
| 1  | ウルグアイ | 1  | 1  | 0  | 0  | 8  | 0  | +8 | 2  |
| 2  | ボリビア   | 1  | 0  | 0  | 1  | 0  | 8  | −8 | 0  |

- トルコと スコットランドは出場辞退

| 1950年7月2日 15:00 |

| ウルグアイ                                                                                    | 8 - 0    | ボリビア |
| ミゲス 14分, 40分, 51分 · ビダル 18分 · スキアフィーノ 23分, 54分 · ペレス 83分 · ギジャ 87分 | レポート |          |

| エスタジオ・セテ・デ・セテンブロ（ベロオリゾンテ） 観客数: 5,284人 主審: ジョージ・リーダー |

### 決勝リーグ
| 順 | チーム       | 試 | 勝 | 分 | 敗 | 得 | 失 | 差  | 点 |
| -- | ------------ | -- | -- | -- | -- | -- | -- | --- | -- |
| 1  | ウルグアイ   | 3  | 2  | 1  | 0  | 7  | 5  | +2  | 5  |
| 2  | ブラジル     | 3  | 2  | 0  | 1  | 14 | 4  | +10 | 4  |
| 3  | スウェーデン | 3  | 1  | 0  | 2  | 6  | 11 | −5  | 2  |
| 4  | スペイン     | 3  | 0  | 1  | 2  | 4  | 11 | −7  | 1  |

※試合開始日時はすべて現地時間（UTC-3）。
| 1950年7月9日 15:00 |

| ブラジル                                                              | 7 - 1    | スウェーデン           |
| アデミール 17分, 36分, 52分, 58分 · シッコ 39分, 88分 · マネッカ 85分 | レポート | アンデション 67分 (PK) |

| エスタジオ・ド・マラカナン（リオデジャネイロ） 観客数: 138,886人 主審: アーサー・エリス |

| 1950年7月9日 15:00 |

| ウルグアイ                | 2 - 2    | スペイン          |
| ギジャ 29分 · バレラ 73分 | レポート | バソラ 37分, 39分 |

| エスタジオ・ド・パカエンブー（サンパウロ） 観客数: 44,802人 主審: ベンジャミン・グリフィス |

| 1950年7月13日 15:00 |

| ブラジル                                                                                       | 6 - 1    | スペイン    |
| （パーラ） 15分 (OG) · ジャイール 21分 · シッコ 31分, 55分 · アデミール 57分 · ジジーニョ 67分 | レポート | イゴア 71分 |

| エスタジオ・ド・マラカナン（リオデジャネイロ） 観客数: 152,772人 主審: レジナルド・リーフ |

| 1950年7月13日 15:00 |

| ウルグアイ                      | 3 - 2    | スウェーデン                         |
| ギジャ 39分 · ミゲス 77分, 85分 | レポート | パルメル 5分 · スンドクヴィスト 40分 |

| エスタジオ・ド・パカエンブー（サンパウロ） 観客数: 7,987人 主審: ジョヴァンニ・ガレアティ |

| 1950年7月16日 15:00 |

| スウェーデン                                          | 3 - 1    | スペイン  |
| スンドクヴィスト 15分 · メルベリ 33分 · パルメル 80分 | レポート | サラ 82分 |

| エスタジオ・ド・パカエンブー（サンパウロ） 観客数: 11,227人 主審: カレル・ファン・デル・メール |

| 1950年7月16日 15:00 |

| ウルグアイ                        | 2 - 1    | ブラジル      |
| スキアフィーノ 66分 · ギジャ 79分 | レポート | フリアサ 47分 |

| エスタジオ・ド・マラカナン（リオデジャネイロ） 観客数: 173,850人 主審: ジョージ・リーダー |

| ウルグアイ | ブラジル |

| GK                         | 1  | ロケ・マスポリ                     |
| RB                         | 2  | マティアス・ゴンサレス             |
| LB                         | 3  | エウセビオ・テヘラ                 |
| RH                         | 4  | シュベルト・ガンベッタ             |
| CH                         | 5  | オブドゥリオ・バレラ               |
| LH                         | 6  | ビクトル・ロドリゲス・アンドラーデ |
| OR                         | 7  | アルシデス・ギジャ                 |
| IR                         | 8  | フリオ・ペレス                     |
| CF                         | 9  | オスカル・ミゲス                   |
| IL                         | 10 | フアン・アルベルト・スキアフィーノ |
| OL                         | 11 | ルベン・モラン                     |
| 監督:                      |    |                                    |
| フアン・ロペス・フォンタナ |    |                                    |

| GK                 | 1  | モアシール・バルボーザ   |
| RB                 | 2  | アウグスト               |
| LB                 | 3  | ジュベナウ               |
| RH                 | 4  | バウエル                 |
| CH                 | 5  | ダニーロ                 |
| LH                 | 6  | ビゴデ                   |
| OR                 | 7  | フリアサ                 |
| IR                 | 8  | ジジーニョ               |
| CF                 | 9  | アデミール・デ・メネゼス |
| IL                 | 10 | ジャイール               |
| OL                 | 11 | シッコ                   |
| 監督:              |    |                          |
| フラヴィオ・コスタ |    |                          |

## 優勝国
| 1950 FIFAワールドカップ優勝国 |
| ----------------------------- |
| · ウルグアイ · 3大会ぶり2回目 |

## 得点ランキング
| 順位 | 選手名                 | 国籍       | 得点数 |
| ---- | ---------------------- | ---------- | ------ |
| 1    | アデミール             | ブラジル   | 8      |
| 2    | オスカル・ミゲス       | ウルグアイ | 5      |
| 2    | エスタニスラオ・バソラ | スペイン   | 5      |
| 4    | シッコ                 | ブラジル   | 4      |
| 4    | テルモ・サラ           | スペイン   | 4      |
| 4    | アルシデス・ギジャ     | ウルグアイ | 4      |